# 布雷達條約
1667年7月31日，《布雷达条约》（Treaty of Breda）在荷兰布雷达签署。该条约規定威洛比兰（现今苏里南的一部分）和倫島歸荷蘭人所有，新尼德兰則歸英國所有。第二次英荷战争中，英国与荷兰共和国、法国和丹麥-挪威作戰，最終英國戰敗，並分別與三個國家簽訂條約。這三个独立的条约组成了《布雷达条约》。此外《布雷达条约》还包括一个单独的英荷商业协议。
自1666年底以来，第二次英荷戰爭交戰方一直在进行談判，但进展缓慢。1667年5月下旬法国入侵西屬尼德蘭爆發遗产战争后，情况发生了变化，荷兰人认为法国對他們來說是一个更严重的威胁。6月發生的突袭梅德韦港事件也促使英國人對第二次英荷战争產生厌倦。这两个因素导致双方迅速簽署條約。
在1667年之前，英荷之間經常發生商业冲突，《布雷達條約》也沒有徹底解決兩國之間的商业衝突。不过兩國之間紧张局势在條約簽訂後明显缓解，這为1668年荷兰共和国、英国和瑞典之间的三国同盟扫清了障碍。该条约簽署後，英国和荷兰之间持续了一个世纪的联盟，兩國僅在1672年至1674年第三次英荷战争期間發生短暫摩擦。